# Kettlotrechus marchanti
Kettlotrechus marchanti – gatunek chrząszcza z rodziny biegaczowatych i podrodziny Trechinae.

## Taksonomia
Gatunek został opisany w 2010 roku przez Jamesa Iana Townsenda w 62 tomie Fauna of New Zealand. Nazwa gatunkowa nadana na cześć Lee Marchanta.

## Opis
Ciało długości 6 mm, rudo-brązowe z odnóżami, czułkami i głaszczkami nieco jaśniejszymi. Głowa wydłużona. Bruzdy czołowe głębokie, prawie równoległe, zanikające przy szczecince zaocznej. Czułki 1,5 raza dłuższe od pokryw. Oczy szczątkowe małe, silnie eliptyczne. Przedplecze tak szerokie jak długie, o wyżłobieniu brzegowym rozszerzającym się ku wystającym bocznie kątom tylnym. Tylna krawędź prosta, a boczne delikatnie zafalowane. Linia środkowa rozdzielona Y-kształtnie ku przodowi. Pokrywy eliptyczne w obrysie o kątach ramieniowych słabych do zatartych. Środkowe i tylne golenie nieco łukowate.

## Występowanie
Gatunek ten jest endemitem Nowej Zelandii, znanym wyłącznie z Wyspy Północnej.